# Niviventer coninga
Niviventer coninga е вид бозайник от семейство Мишкови (Muridae).

## Разпространение
Видът е разпространен в Провинции в КНР и Тайван.